# Beci (Florițoaia Veche)
Beci este o clădire amplasată în Florițoaia Veche, raionul Ungheni, Republica Moldova. Este un monument arhitectural de importanță națională inclus în Registrul monumentelor Republicii Moldova ocrotite de stat cu nr. 1628 (raionul Ungheni). Datează de la înc. sec. XX.